# Johannes May

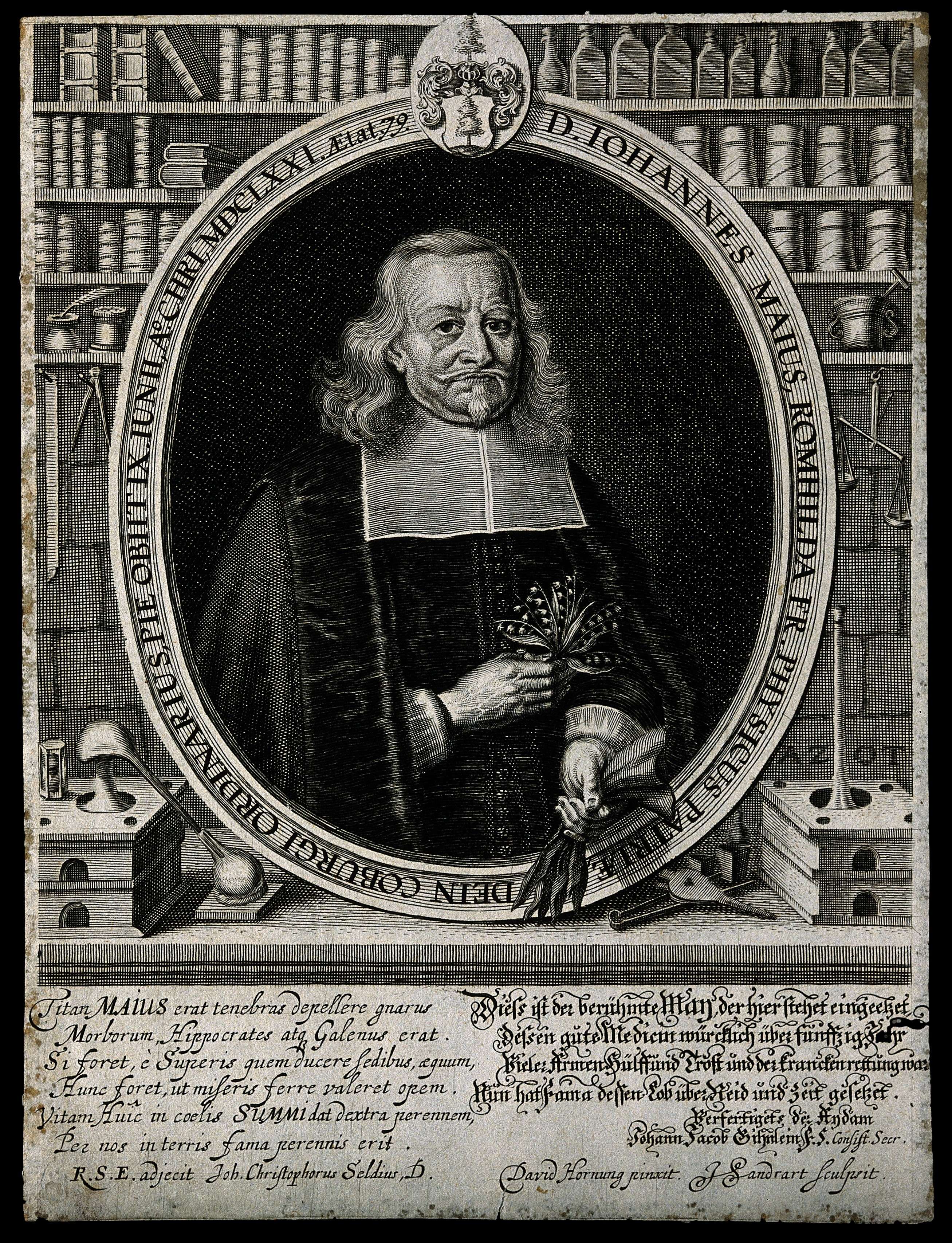

Johannes May, auch Maius (* 25. September 1592 in Römhild; † 9. Juni 1671 in Coburg) war ein fränkischer Arzt, der als Stadtphysicus in Römhild und Coburg wirkte.

## Leben
Johannes May war Sohn des Römhilder Ratsherrn und Bürgermeisters Johann May (1561–1606) und dessen Ehefrau Anna Streitt (1564–1639). Bereits der Großvater Sebastian May († 1582) gehörte dem Rat der Stadt an und hatte 1578 das Bürgermeisteramt inne. Er besuchte die Stadtschule in Römhild und von 1607 bis 1613 das Hennebergische Gymnasium in Schleusingen. Die Mutter scheint vermögend gewesen zu sein, denn obwohl sie beim Stadtbrand am 7. September 1609 zwei Häuser in Römhild verlor, konnte Johannes weiterhin das Gymnasium besuchen. Nach dem Tod ihres Mannes Johann May ehelichte sie 1612 den Römhilder Stadtschreiber Johannes Werner.
Im April 1613 immatrikulierte er sich zusammen mit seinem Vetter Georg Schubhard an der Universität Jena. Allerdings konnte er von September 1613 bis Februar 1614 aufgrund einer „febris tertiana“ nicht am Studium teilnehmen. Bis September 1614 besuchte er unter anderem „chymische“ Vorlesungen von Zacharias Brendel. Danach wechselte er an die Universität Wittenberg, um – wiederum unterbrochen durch ein epidemisches Fieber – Medizin zu studieren, und wurde dort von Daniel Sennert sowie Tobias Tandler unterrichtet. Er verließ Wittenberg 1618 und wechselte an die Universität Marburg, wo er unter Aufsicht von Johannes Hartmann bereits selbst Behandlungen an Patienten vornahm. Noch im selben Jahr wechselte er an die Universität in Gießen, wo er Gregor Horstius hörte. Am 7. November 1620 wurde er mit Thesen zur Kachexie an der Universität Basel zum Doktor der Medizin promoviert, wenige Wochen vor seinem Bruder, dem Juristen Josua May (1595–1641), der zum Doktor beider Rechte promoviert wurde.
Nach Abschluss seines Studiums 1620 ließ er sich als praktizierender Arzt in seiner Heimatstadt Römhild nieder. Hier wurde er 1625 durch Herzog Johann Casimir zum Stadt- und Landphysicus in Römhild berufen und bekleidete dieses Amt bis 1647. 1640 stiftete er zusammen mit seiner Ehefrau ein Legat von 40 Gulden für die Stadtschule Coburg. Während des Dreißigjährigen Krieges hatte May besonders unter Einquartierungen von Soldaten und Offizieren und unter Plünderungen zu leiden.
1634 kaufte er ein Haus in Coburg (heute: Rückertstraße 1) und zog mit seiner Familie dorthin um. Von 1650 bis 1655 verlegte er jedoch seinen Wohnsitz vorübergehend zurück nach Römhild. 1655 wurde er durch Herzog Friedrich Wilhelm als Nachfolger des verstorbenen Stadtphysicus Georg Bergner wieder nach Coburg zurückberufen. Neben Johann Christian Frommann, Professor am Casimirianum in Coburg, wurde auch May als Leibarzt bei Hofe beschäftigt. Die von ihm angelegte Privat-Bibliothek sowie seine in Druck gegebenen medizinischen Aufsätze sind nicht mehr überliefert.
May war insgesamt viermal verheiratet. Aus der 1624 geschlossenen Ehe mit Sabina Steinacker (1594–1640), Tochter des Juristen Philipp Steinacker, gingen zwei Kinder hervor, darunter Anna Sabina May (1626–1706), die spätere Mutter Johann Daniel Gihnleins. Zum ersten Mal verwitwet, heiratete May 1642 Dorothea Schöppach (1620–1644), eine Tochter des fürstlich-sächsischen Kriegsrats Johann Schöppach. Diese verstarb jedoch bereits am 7. April 1644 im Kindbett, so dass Johannes May erneut Witwer wurde. 1647 heiratete er die Witwe des Kulmbacher Kanzlers Johann Krebs, Anna Barbara Trummer (1618–1659). 1660 ehelichte er schließlich Ursula Mühlschneider (* 1610), eine Tochter des fürstlich-sächsischen Kämmerers Georg Mühlschneider, die ihn überlebte.
Mit zunehmendem Alter litt May an einer Gehschwäche. Als er am 27. Mai 1671 zu seinen an einem Tisch liegenden Büchern gelangen wollte, machte er einen Fehltritt, riss dabei einen Stuhl um, der zuerst gegen seinen Kopf krachte und dann alsgleich mit ihm umfiel. Von dem Vorfall konnte er sich auch aufgrund seiner Leibesfülle nicht wieder vollständig erholen. Nach einem Lungenödem verstarb er am 9. Juni 1671 und fand auf dem Salvatorfriedhof in Coburg in der Grabstätte seines ersten Schwiegervaters Philipp Steinacker seine letzte Ruhestätte. Er brachte die Stadt Coburg in den Ruf, dass hier die Vielehe üblich gewesen sei. Dieser seltsame Ruf ging zurück auf einen Passus in der Inschrift auf seiner Grabplatte „MARITUS QUATUOR UXORUM“ („Ehemann von vier Ehefrauen“). Der Grabstein ist heute noch in der früheren Gruftenhalle an der Salvatorkirche erhalten.